# Гачки (Калужская область)
Гачки — деревня в Мосальском районе Калужской области России. Административный центр сельского поселения «Деревня Гачки».

## География
Деревня находится на юго-западе региона, примыкая к северо-восточной окраине города Мосальска,  на расстоянии 82 километров от Калуги и 218 километров от Москвы.

### Климат
Климат умеренно континентальный с резко выраженными сезонами года: умеренно жарким и влажным летом и умеренно холодной зимой с устойчивым снежным покровом. Средняя температура июля до +21, января от −12 °C до −8. Тёплый период (с положительной среднесуточной температурой) длится 220 дней.

### Часовой пояс
Деревня Гачки, как и вся Калужская область, находится в часовой зоне МСК (московское время). Смещение применяемого времени относительно UTC составляет +3:00. 

## Население
| 2002 | 2010 |
| ---- | ---- |
| 334  | ↗345 |

### Гендерный состав
По данным Всероссийской переписи населения 2010 года в гендерной структуре населения мужчины составляли 49 %, женщины — соответственно 51 %.

### Национальный состав
Согласно результатам переписи 2002 года, в национальной структуре населения
русские русские составляли 94%.